# Michele Perrin
Michele Perrin è un  film muto italiano del 1913 diretto da Eleuterio Rodolfi.